# Tutti contro tutti (film)
Tutti contro tutti è un film del 2013 diretto da Rolando Ravello.
Il film, del quale Ravello è regista, sceneggiatore ed interprete principale, assieme a Kasia Smutniak e Marco Giallini, presenta con un tono generalmente leggero che rimanda alla tradizione della commedia all'italiana, la seria problematica dell'occupazione abusiva delle abitazioni, di grande attualità a Roma e non solo.

## Trama
Agostino, un modesto muratore, vive con la moglie Anna, i figli Lorenzo ed Erica e l'anziano nonno, in un appartamento in affitto di una palazzina alla periferia di Roma. Tornato dalla comunione del figlio, trova l'appartamento occupato abusivamente dalla famiglia meridionale dei Rizzuti.
Recatosi dalla Polizia per denunciare il fatto, scopre che l'affitto non solo è versato in nero, ma che il padrone di casa, il losco Antonio Macchiusi, non è nemmeno proprietario dell'immobile; e pertanto Agostino non ha alcun diritto legale per riprenderselo.
Dopo essere stato ospitato dalla sorella Romana e dal cognato Sergio, Agostino, deciso a riprendersi casa, occupa con l'intera famiglia il pianerottolo di casa, sfruttando la professione di muratore per costruirsi un bagno sul terrazzo condominiale, inimicandosi così il resto dei condomini che temono che cerchi di occupare uno dei loro appartamenti.
La situazione ben presto degenera: Lorenzo inizia a non fare i compiti; Erica viene presa in giro dal fidanzato e da alcuni suoi amici; Anna inizia ad addormentarsi sul posto di lavoro, rischiando il licenziamento; lo stesso Agostino finisce per perdere un'importante commessa per la ristrutturazione di una villa, a causa di vari ritardi.
Anna, stanca dell'ostinazione del marito, decide di tornarsene con i figli dalla cognata, mentre Agostino non demorde: dopo aver scoperto che Macchiusi ha dato fuoco ad un campo nomadi lì vicino, e che durante l'incendio è addirittura morta una persona, lo affronta, facendolo arrestare anche grazie alla confessione del figlio. Riconquista così l'appoggio del resto della palazzina.
Tornato da Anna, pronto a rinunciare alla casa pur di riunire la famiglia, scopre da un tema del figlio quanto per lui sia importante tornare nella loro casa. Con l'appoggio della famiglia e degli altri condomini, riuscirà finalmente a liberare la casa dai Rizzuti, ma se la vedrà occupare dal cognato, perché Romana aspetta un altro figlio e la loro casa è troppo piccola per 5 persone. Tuttavia Sergio lo informa di avergli lasciato la sua vecchia casa per vivere.

## Promozione
Il 13 febbraio 2013 è stato diffuso online il trailer del film.

## Premi e riconoscimenti
- 2013 - Nastro d'argento
  - Candidatura per la migliore commedia a Rolando Ravello
  - Candidatura come migliore attrice protagonista a Kasia Smutniak
  - Candidatura come migliore attore non protagonista a Stefano Altieri

## Distribuzione
Il film è uscito in sala il 28 febbraio 2013.